# Preore
Preore (im Trentiner Dialekt: Praór, deutsch veraltet: Porfür oder Prauer) ist eine Fraktion der Gemeinde (comune) Tre Ville und war bis 2015 eine selbständige Gemeinde in der Provinz Trient, Region Trentino-Südtirol. Die Gemeinde gehörte zur Talgemeinschaft Comunità delle Giudicarie. 

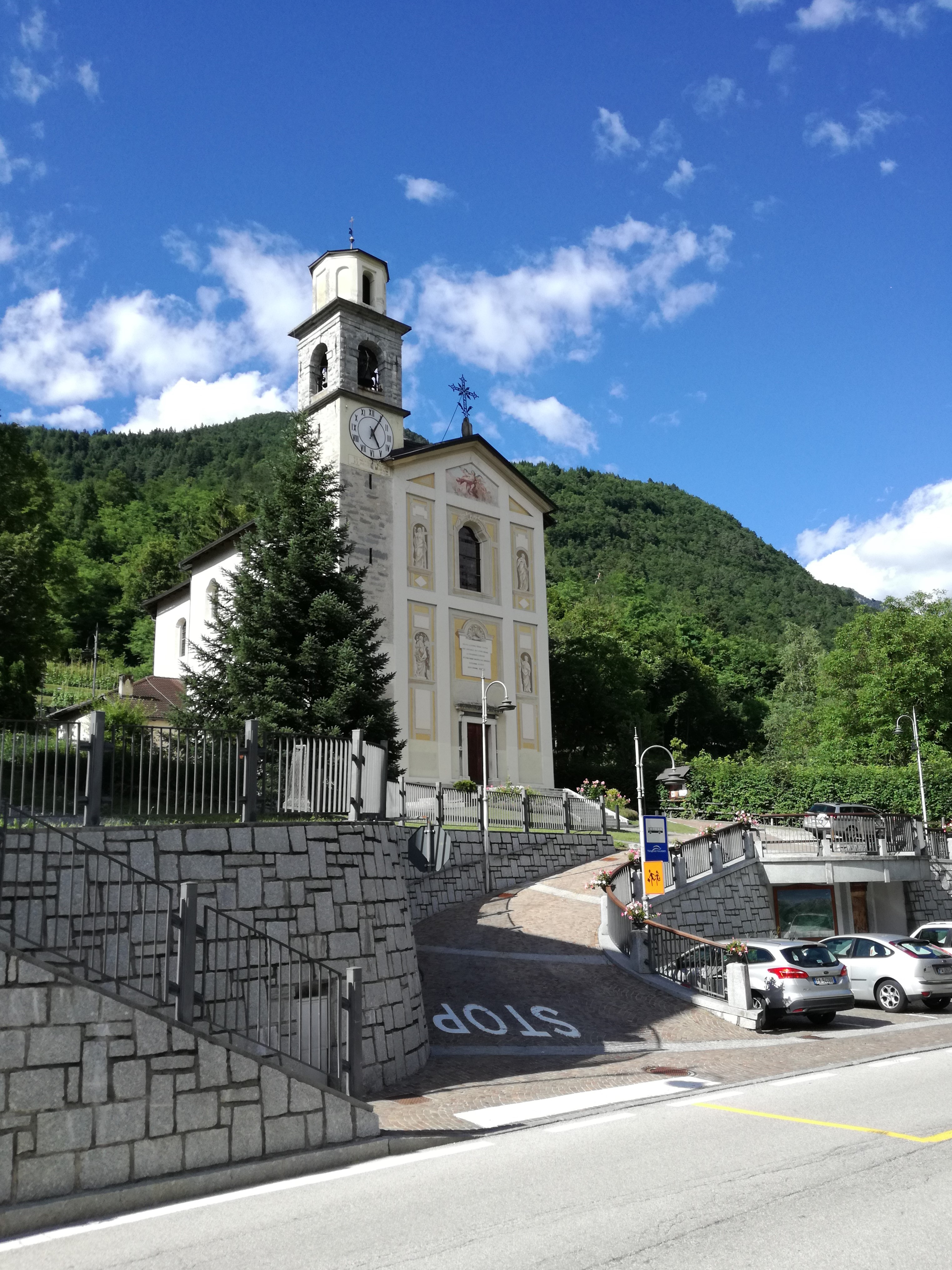
Pfarrkirche S. Maria Maddalena

## Geographie
Preore liegt etwa 27,5 Kilometer westlich von Trient an der Sarca auf einer Höhe von 530 m s.l.m. auf der orographisch linken Talseite.

## Geschichte
Am 1. Januar 2016 schlossen sich die Gemeinden Preore, Montagne und Ragoli zur neuen Gemeinde Tre Ville zusammen. Nachbargemeinden waren Bolbeno, Montagne, Ragoli, Tione di Trento, Villa Rendena und Zuclo.